# 吉沢久美子
吉沢 久美子（よしざわ くみこ、1959年6月12日 - ）は、日本の女性作詞家である。東京都出身。血液型はA型。本名は吉澤久美子（姓が旧字体）で、本名義で制作発表もしている。1980年代から1990年代にかけてのアイドル、シンガーを中心に楽曲提供、アニソンの提供も数多い。代表曲は、光GENJI「地球をさがして」、うしろ髪ひかれ隊「素敵なモーニングドライブ」、岡田有希子「星と夜と恋人たち」「Believe In You」。

## 来歴
1984年
4月、堀ちえみのアルバム『プラムクリーク』収録の「不思議なこもりうた」が初提供。6月、岡田有希子へは、アルバム『シンデレラ』収録曲「ソネット」を嚆矢に、翌年にかけて、シングル・アルバム収録曲を提供する。
1985年
4月、岡田有希子の通算5枚目のシングル『Summer Beach』に「星と夜と恋人たち」が収録され、オリコンチャート5位を記録し、第4回メガロポリス歌謡祭ポップス部門賞を受賞した。井森美幸、高野浩和、山形ユキオへも作品提供する。
1987年
9月、うしろ髪ひかれ隊へ提供した「素敵なモーニングドライブ」収録のデビュー・アルバム『うしろ髪ひかれ隊』がオリコンチャート4位を記録する。11月、上田浩恵の通算2枚目のアルバム『blew』へ2曲提供する。倉橋ルイ華、ジュディ・オング、千堂あきほ、チョンマゲ娘へ作品提供する。
1989年
光GENJIの通算6枚目のシングル『地球をさがして』が、オリコンチャート、ザ・ベストテン、ザ・トップテンの各1位に上り詰める。工藤静香へ作品提供する。
1990年
CoCo、島田歌穂、中川真主美、光GENJI、日髙のり子へ作品提供する。
1991年
田中真弓、藤谷美紀へ楽曲提供する。
1992年
井上あずみ、C.C.ガールズ、ザ・ポチへ作品提供する。
1993年
木原さとみ、内藤やす子へ作品提供する。
1994年
アイドル防衛隊ハミングバードのシングル『泣き虫のマーメイド / RAINBOW FORCES』の収録曲「RAINBOW FORCES」を提供する。
2002年
12月、岡田有希子の通算9枚目のシングル『Believe In You』がリリースされ、岡田が14年ぶりにオリコンチャート62位にランクインする。

## 提供したアーティスト・作品

### あ行
- 天野歩美
  - 各駅停車 (1992年／作曲：天野歩美)
- アイドル防衛隊ハミングバード（玉川紗己子、天野由梨、三石琴乃、草地章江、椎名へきる）
  - RAINBOW FORCES (1994年／作曲：宮城純子)
- 井上あずみ
  - ALL NIGHTで古代中国 (1990年／作曲：森本太郎)
  - 19世紀のラビリンス (1990年／作曲：加瀬邦彦)
- 井森美幸
  - Yes,Happy Days (1985年／共作詞・作曲：中村貴之)
  - セピア・あなた・かも (1989年／作曲：後藤次利)
- 上田浩恵
  - Presentation (1987年／作曲：安部隆雄)
  - ディ・ド･ナウ (1987年／作曲：西田一隆)
- うしろ髪ひかれ隊
  - 素敵なモーニングドライブ (1987年／作曲：後藤次利)
- 内海和子
  - 波の上の小さな太陽 (1987年／作曲：佐藤隆)
- 岡田有希子
  - ソネット (1984年／作曲：梅垣達志)
  - Believe In You (1984年／作曲：梅垣達志)
  - おしゃれな雨音 (1985年／作曲：松任谷正隆)
  - Lady Joker (1985年／作曲：堀川まゆみ)
  - 星と夜と恋人たち (1985年／作曲：MAYUMI)

### か行
- 木原さとみ
  - スキャンダルが終わる (1993年／作曲：山川恵津子)
- 工藤静香
  - みずうみ (1989年／作曲：後藤次利)
- 倉橋ルイ華
  - タクシーは来ない (1987年／作曲：岡本朗)
- CoCo
  - 春・ミルキーウェイ (1990年／作曲：小室哲哉)

### さ行
- ザ・ポチ
  - 恋はFIFTY FIFTY (1992年／作曲：TSUKASA)
  - 危険でごめんあそばせ (1992年／作曲：Haward Killy)
  - 早く気がついて (1992年／作曲：三浦一年)
  - ストリート・パラダイス (1992年／作曲：Haward Killy)
  - 前をむいて (1992年／作曲：Haward Killy)
- C.C.ガールズ
  - NO天気な恋の島 (1992年／共作詞：Joey Carbone、作曲：夢野真音)
  - 24時間 (1992年／作曲：羽場仁志)
- 島田歌穂
  - 5年目 (1990年／作曲：川村栄二 / 原川健)
- ジュディ・オング
  - 旅情 (1987年／作曲：萩田光雄)
- 千堂あきほ
  - LADY,WHO (1992年／作曲：Joey Carbone / George Doering)
  - ON FIRE (1992年／作曲：Joey Carbone)

### た行
- 高野浩和
  - 真夏のPacific beach (1985年／作曲：徳武弘文)
- 田中真弓
  - もりのスープとあおぞらサラダ (1991年／作曲：小森昭宏)
- チョンマゲ娘
  - 続・まかせてチョンマゲ!! (1987年／作曲：奥野敦士)

### な行
- 内藤やす子
  - SOMEBODY WHO LOVES YOU (1993年／作曲：馬飼野康二)
- 中川真主美
  - Someday (1990年／作曲：石黒孝子)

### は行
- 光GENJI
  - 地球をさがして (1989年／作曲：都志見隆)
  - 若さのゆくえ (1991年／作曲：山口美央子)
- 日髙のり子
  - LESS THAN (1990年／作曲：JULIA)
- 藤谷美紀
  - みどりの季節 (1991年／作曲：山川恵津子)
- 堀ちえみ
  - 不思議なこもりうた (1984年／作曲：白井良明)
  - ノスタルジー今昔 (1985年／作曲：大貫妙子)

### や行
- 山形ユキオ
  - 渚のデイドリーム (1985年／作曲：徳武弘文)